# Chrysocale corax
Chrysocale corax är en fjärilsart som beskrevs av George Francis Hampson 1901. Chrysocale corax ingår i släktet Chrysocale och familjen björnspinnare. Inga underarter finns listade i Catalogue of Life.